# ويليام إف. كيربي
ويليام إف. كيربي هو قاضي ومحامي وسياسي أمريكي، ولد في 16 نوفمبر 1867 في تيكساركانا في الولايات المتحدة، وتوفي في 26 يوليو 1934 في ليتل روك في الولايات المتحدة. نشط حزبياً في الحزب الديمقراطي.

## مناصب
- انتخب عضو مجلس نواب أركنساس ‏.
- انتخب عضو مجلس الشيوخ الأمريكي [الإنجليزية]‏ عن دائرة Arkansas Class 3 senate seat ‏ وقد انضم خلال فترته النيابية [الإنجليزية]‏ (4 مارس 1919 – 4 مارس 1921) للكتلة البرلمانية الحزب الديمقراطي.
- انتخب عضو مجلس الشيوخ الأمريكي [الإنجليزية]‏ عن دائرة Arkansas Class 3 senate seat ‏ وقد انضم خلال فترته النيابية [الإنجليزية]‏ (4 مارس 1917 – 4 مارس 1919) للكتلة البرلمانية الحزب الديمقراطي.
- انتخب عضو مجلس الشيوخ الأمريكي [الإنجليزية]‏ عن دائرة Arkansas Class 3 senate seat ‏ وقد انضم خلال فترته النيابية [الإنجليزية]‏ (8 نوفمبر 1916 – 4 مارس 1917) للكتلة البرلمانية الحزب الديمقراطي.
- انتخب عضو مجلس ولاية أركنساس ‏.